# Wim Wama
Wim Wama (geboren als Willem Anton van Wageningen, Amsterdam, 16 november 1918 – Zutphen, 12 juli 1986) was een van de twee komieken van de Wama's, samen met Dick Wama (Dirk van der Maat). Het duo was populair in variétés in de jaren 40, 50 en 60 van de 20e eeuw. In maart 1973 gingen de Wama's uit elkaar. Wim Wama had nadien een carrière als acteur en als stemacteur.

## Loopbaan
Van Wageningen leerde Van der Maat kennen in het leger, na de mobilisatie in 1939. Ze zaten in het 18e regiment infanterie, gelegerd in Amersfoort. Hij had daarvoor gewerkt als meubelmaker. In 1940 besloten ze een duo te vormen en artiest te worden. Ze sloten zich aan bij de Nederlandsche Kultuurkamer en konden zo in de oorlogsjaren zonder risico ervaring opdoen. Als naam kozen zij de Wama's, naar de eerste twee letters van hun achternamen, Van Wageningen en Van der Maat. Zelf namen zij de pseudoniemen Wim Wama en Dick Wama aan.
Na de oorlog gingen de Wama's verder als beroepsartiesten. Via het radioprogramma De bonte dinsdagavondtrein, waarin ze af en toe optraden, werden ze landelijke bekend, en hierdoor werden ze in de jaren vijftig het meest gevraagde duo binnen het schnabbelcircuit. Ze raakten echter overvleugeld door het duo Johnny & Rijk.
Vanaf de jaren zestig nam de populariteit van variété af, en daarmee ook die van de Wama's. Daarnaast waren ze weinig vernieuwend en in tegenstelling tot bijvoorbeeld De Mounties weinig op televisie te zien. Het duo had in die jaren vooral succes met parodieën op bekende nummers en populaire hits. Rond carnaval 1971 hadden De Wama's nog een hitje met Aha dat is Marie. Daarna gingen ze zich steeds meer richten op theater. Eind 1971 speelden ze kleine rolletjes in het stuk Liefde is Hadjememaar van het Amsterdams Volkstoneel, onder leiding van Beppie Nooij. Hier bleek dat vooral Wim Wama over goede acteerkwaliteiten beschikte. In maart 1973 gingen de Wama's uit elkaar. Ze behielden wel hun artiestennamen.

## Solocarrière
Wim Wama had in de jaren zeventig en tachtig succes als acteur, zowel in het theater als in films. Daarnaast was hij stemacteur. Zo sprak hij onder andere de stem in van Jerom en Krimson in de poppenserie Suske en Wiske, en was hij te horen in hoorspelen waaronder De Brekers en verschillende buitenlandse tekenfilmseries. Zijn grootste toneelrol was in 1984 de rol van Hadjememaar in de remake van de theaterproductie Liefde is Hadjememaar uit 1971. In 1986 zou hij weer de hoofdrol spelen in In Holland staat een huis, maar hij werd ernstig ziek en moest in oktober 1985 afhaken. Zijn rol werd overgenomen door Piet Hendriks.Hij overleed op 67-jarige leeftijd aan kanker.

## Film
- Pastorale 1943 (1978), veerman
- De Schorpioen (1984), gevangenisbewaarder
- Gebroken spiegels (1984), André

## Televisie
- Arsenicum en Oude kant (1960)
- O kijk mij nou (1962/1963)
- Stoelendans (1967/1968)
- Kamer 17: Het zit niet iedereen mee (1974/1975)
- De koperen tuin (1975/1976)
- Het kind van de buurvrouw (1976/1977)
- Als je lacht dan ben je rijk (1978/1979)
- Laden maar (1978/1979)
- Remi (Alleen op de wereld), tekenfilmserie (1978/1979) stemvertolking: Herbergier e.a.
- Goed Volk (1979/1980)
- Potasch en Perlemoer (1980/1981)
- De Lemmings (1980/1981)
- Een vlieger voor God (1981/1982)
- Zoals u wenst mevrouw (1983/1984)

## Singles
| Single met hitnotering(en) in oude hitlijsten | Datum van verschijnen | Datum van binnenkomst | Hoogste positie | Aantal maanden | Opmerkingen | Bron                 |
| --------------------------------------------- | --------------------- | --------------------- | --------------- | -------------- | ----------- | -------------------- |
| Kriminal tango                                |                       | feb 1960              | 14              | 1M             |             | Muziek Expres Top 15 |
| Liebestraum twist                             |                       | mei 1962              | 21              | 1M             |             | Tuney Tunes Top 30   |

| Single met eventuele hitnotering(en) in de Nederlandse Top 40 | Datum van verschijnen | Datum van binnenkomst | Hoogste positie | Aantal weken | Opmerkingen |
| ------------------------------------------------------------- | --------------------- | --------------------- | --------------- | ------------ | ----------- |
| Aha dat is Marie                                              |                       | 23-1-1971             | 30              | 2            |             |
| Met de school een dagje naar buiten                           |                       | 7-10-1972             | tip             |              |             |